# Toxafen
Toxafen je insekticid, který byl využíván od 40. let 20. století především na bavlníkových polích.
Chemicky se jedná o chlorovaný 2,2-dimethyl-3-methylidenbicyklo[2.2.1]heptan.
V České republice nebyl vyráběn a v roce 1986 bylo jeho používání v Československu oficiálně zakázáno. Toxafen poškozuje imunitní, hormonální a reprodukční systém a je klasifikován jako potenciální karcinogen (skupiny 2B dle IARC).
V letech 1963 až 1987 byl do Československa dovážen jako součást přípravku Melipax, který se užíval na postřikování porosty jetele, řepky a vojtěšky.
Mezinárodně je regulován Stockholmskou úmluvou.

## Jiné názvy
- Alltox
- Camphechlor
- Camphechlor
- Chlorinated camphene
- Camphochlor